# Dissoi logoi
Dissoi logoi (grekiska: δισσοὶ λόγοι, svenska: ”motsatta uppfattningar”) är en antik retorisk avhandling med okänd författare. Texten behandlar de grundprinciper särskilda för retoriken som vetenskap och konst, och även vad som innebär att vara människa. Kärnan är att för varje uppfattning och argument finns det ett motsatt sådant. Den behandlar hur vi skiljer på vad som är gott och ont, rätt eller fel. Boken ämnar vägleda individen i frågor som dessa, för att hjälpa att stärka dess argument eller att finna en kompromiss i sakfrågan.
I det antika Grekland, under retorikens begynnelse, uppmanades studenter att skriva och tala för båda sidor i ett argument. Dissoi logoi betraktades som ett manuskript som porträtterade och exemplifierade detta. Boken har utgivits otaliga gånger; den första publicerad av Stephanus år 1570. Dissoi logoi kom ut med svensk översättning år 2013, av Dimitrios Iordanoglou, med introduktion av Janne Lindqvist och publicerad av Retorikförlaget.

## Ursprung
Bokens författare är okänd och den är beräknad att ha tillkommit under 300-talet f.Kr. Det går att göra kvalificerade gissningar baserat på textstycken med ledtrådar som indikerar bokens härkomst, men detta kan ses som tvetydigt. Texterna är till stor del skrivna på den doriska dialekten av grekiska, men innehåller även små inslag på attiska och joniska dialekter.

## Tolkning
Dissoi logoi är uppbyggd med resonemang ur motsatta perspektiv, där varje aspekt och möjlig synvinkel tas upp i förhoppningen att finna Sanningen. Den ger insikt i de antika sofisternas syn på retoriken. Argument kan aldrig vara fullt utvecklade om inte de möjliga motsättningarna presenteras.
Boken ämnar förse läsaren med egen agens. Läsarens tolkningsförmåga sätts på stora prov, då många olika tolkningar av boken är möjliga. I den svenska översättningen presenterarJanne Lindqvist, litteraturvetare och lektor vid Uppsala universitet, fyra separata tolkningsmöjligheter av boken: 
- Den relativistiska – att man bör med rätta se ting från olika håll för att komma fram till sanningen
- Den ironiska – att ett perspektiv i boken är ironiskt, det andra är sant, men att man själv måste komma fram till vilket
- Den dialektiska – att boken skall vara en syntes av motsättningar och att man som läsare ställs inför kravet att döma ut sanningen
- Den retoriska – att boken skall vara en handbok i retorik, ett slags topiksamling för den vilsne retorikern

## Övrigt
Det finns många liknande litterära verk från samma århundrade (500–400 f.Kr.). Det sägs dock att Dissoi logoi särskilt kan ha utgjort inspiration till Platon när han skrev Protagoras.